# Michael Hust
Michael Hust (* 22. Oktober 1972 in Oldenburg (Oldb)) ist ein deutscher Biologe und Professor für Biotechnologie an der Technischen Universität Braunschweig.

## Ausbildung und Beruf
Michael Hust studierte von 1993 bis 1999 Biologie an der Carl von Ossietzky Universität Oldenburg. Von 1999 bis 2002 promovierte er an der Leibniz Universität Hannover. Von Dezember 2002 bis 2011 war er Gruppenleiter und Habilitand im Institut für Biochemie, Biotechnologie und Bioinformatik an der Technischen Universität Braunschweig unter der Leitung von Stefan Dübel. Er habilitierte in 2011 in Biotechnologie, wurde 2014 zum außerplanmäßigen Professor für Biotechnologie ernannt und ist seit 2022 Leiter der Abteilung Medizinische Biotechnologie. Er ist Mitgründer von mehreren Biotechfirmen, u. a. YUMAB GmbH und CORAT Therapeutics GmbH. Er ist Koautor des deutschsprachigen Lehrbuchs Rekombinante Antikörper und Editor des Buches Phage Display.
Zusammen mit Stefan Dübel und Gundram Jung initiierte er das Corona-Antibody-team (CORAT), welches neutralisierende menschliche Antikörper zur Behandlung von COVID-19 in Zusammenarbeit mit André Frenzel und Thomas Schirrmann (YUMAB GmbH) entwickelt, und aus dem mit Unterstützung des Landes Niedersachsen die CORAT Therapeutics GmbH hervorging.

## Forschungsarbeiten
Michael Hust arbeitet an Phagen-Display und rekombinanten Antikörpern mit einem Fokus auf Antikörpern gegen Infektionskrankheiten für die Diagnostik und Therapie, u. a. Listerien, Leptospiren, Diphtherie, Botulinumtoxine, Clostridioides difficile
Westliches-Pferdeenzephalitis Virus, Ebola-Sudan-Virus, Marburg-Virus und SARS-CoV-2.

## Auszeichnungen
- 2016 Technologietransferpreis der IHK Braunschweig[23]
- 2017 1. Preis des Innovationsnetzwerks Niedersachsen[24]
- 2018 GO-Bio-Preis des Bundesministeriums für Bildung und Forschung[25][26]
- 2019 Innovationspreis der BioRegionen Deutschlands[27]
- 2020 Innovationspreises des Landes Niedersachsen[28]
- 2020 Durchstarterpreis der NBank (1. Platz CORAT Therapeutics, 3. Platz Norden Vaccines)[29]